# 広沢寺温泉
広沢寺温泉（こうたくじおんせん、廣澤寺温泉とも表記）は、神奈川県厚木市七沢にある温泉。七沢温泉郷に含まれる。また、旅館は玉翠楼（ぎょくすいろう）が1軒のみ存在する。

## 泉質
玉翠楼敷地内、大沢川沿いの地下100mから湧出する。pH値が10.3とアルカリ度が高く、「美人の湯」や「子宝の湯」とも言われている。
湧出温度24℃、加温。

## 温泉地
一軒宿の玉翠楼が存在する。宿泊の他、日帰り入浴も実施している。また、施設利用者などが利用できる無料駐車場（利用時間：朝8:00〜日没）も設置されている。
付近には温泉名の由来となった広沢寺（曹洞宗太冨山廣澤禅寺）が所在する

## 歴史
開湯は昭和初期である。玉翠楼には当時造られた浴槽（玉の湯）が現在も残る。
1935年（昭和10年）10月、『横浜貿易新報』の読者投票により県下名勝史蹟四十五佳選に選定された。

## アクセス

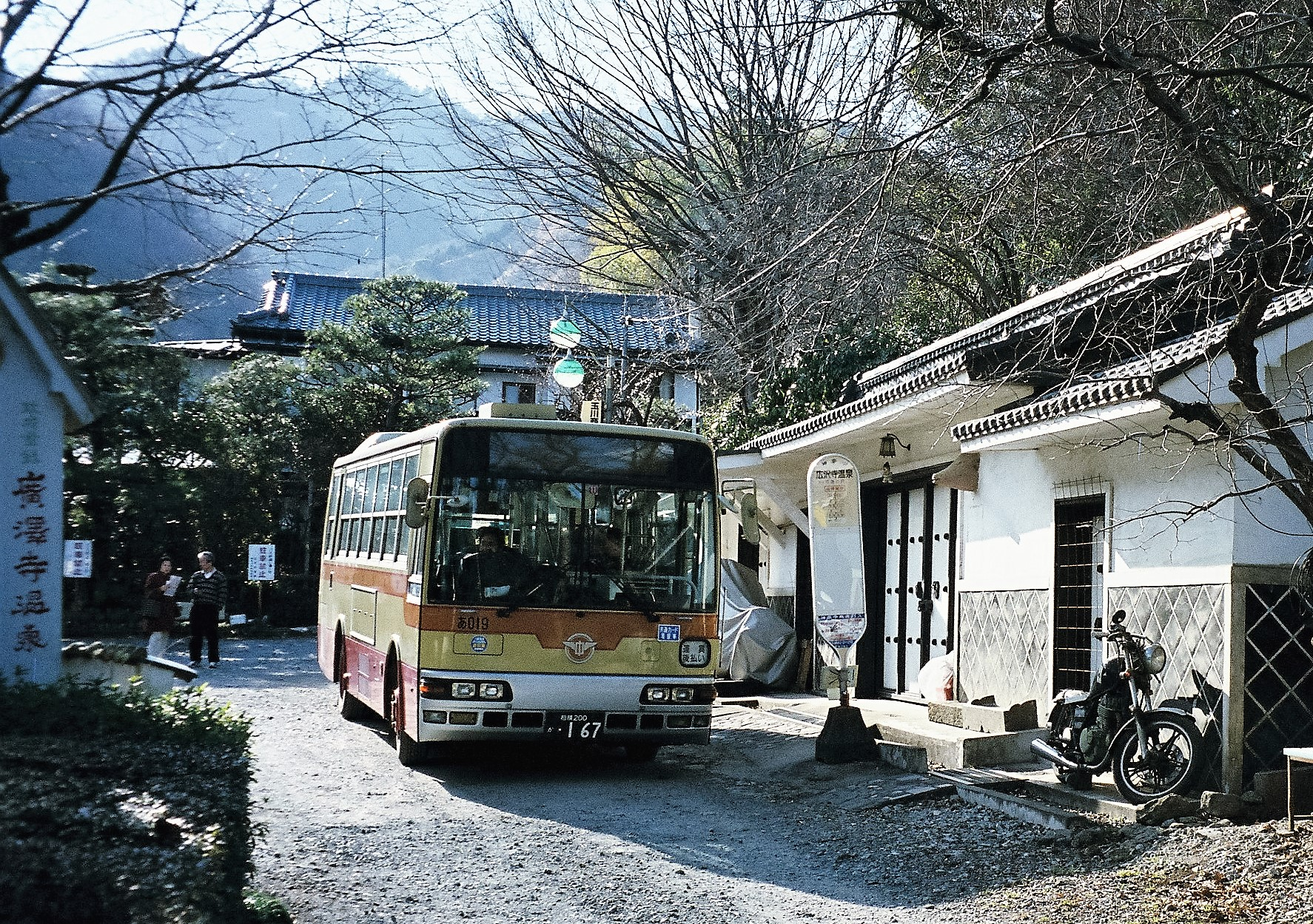
広沢寺温泉バス停に停車する神奈中バス（2004年2月）

- 鉄道・バス：小田急小田原線本厚木駅よりバスで約40分[1]
  - 神奈中バス「広沢寺温泉」行で終点「広沢寺温泉」下車。または「七沢」行「広沢寺温泉入口」下車、徒歩15分[1]。

## ギャラリー

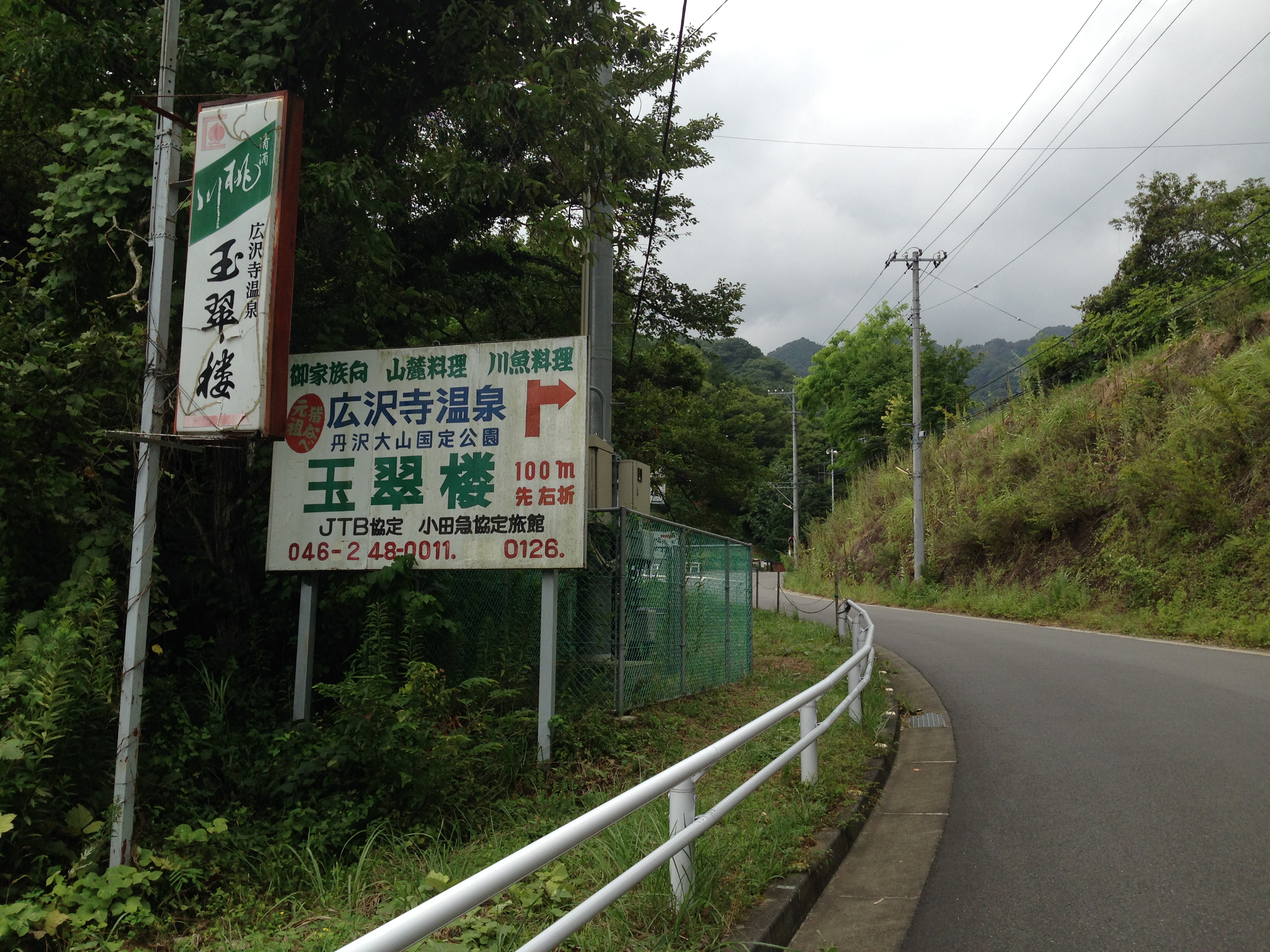
玉翠楼の案内看板
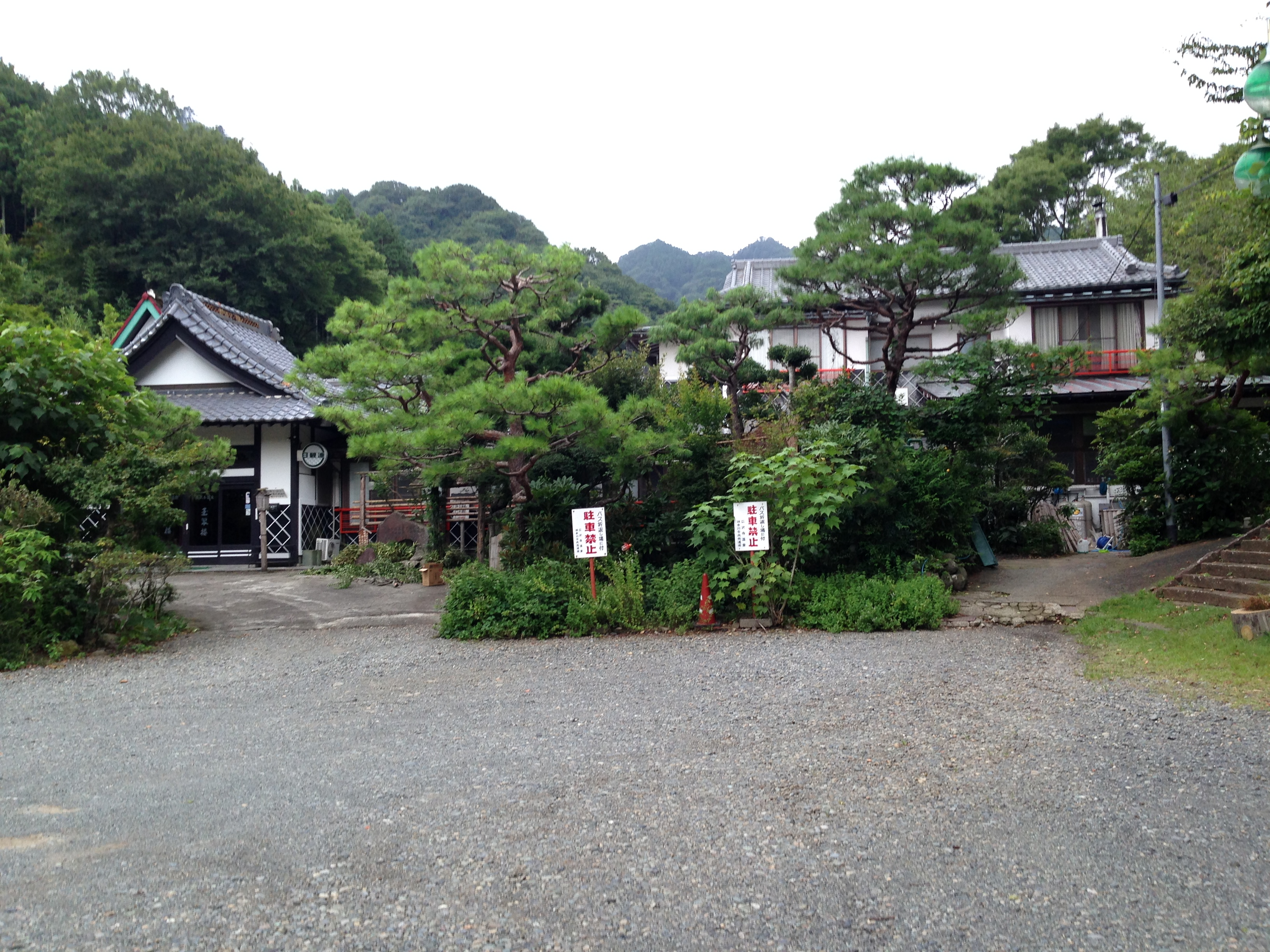
玉翠楼の外観（右側が宿泊施設）
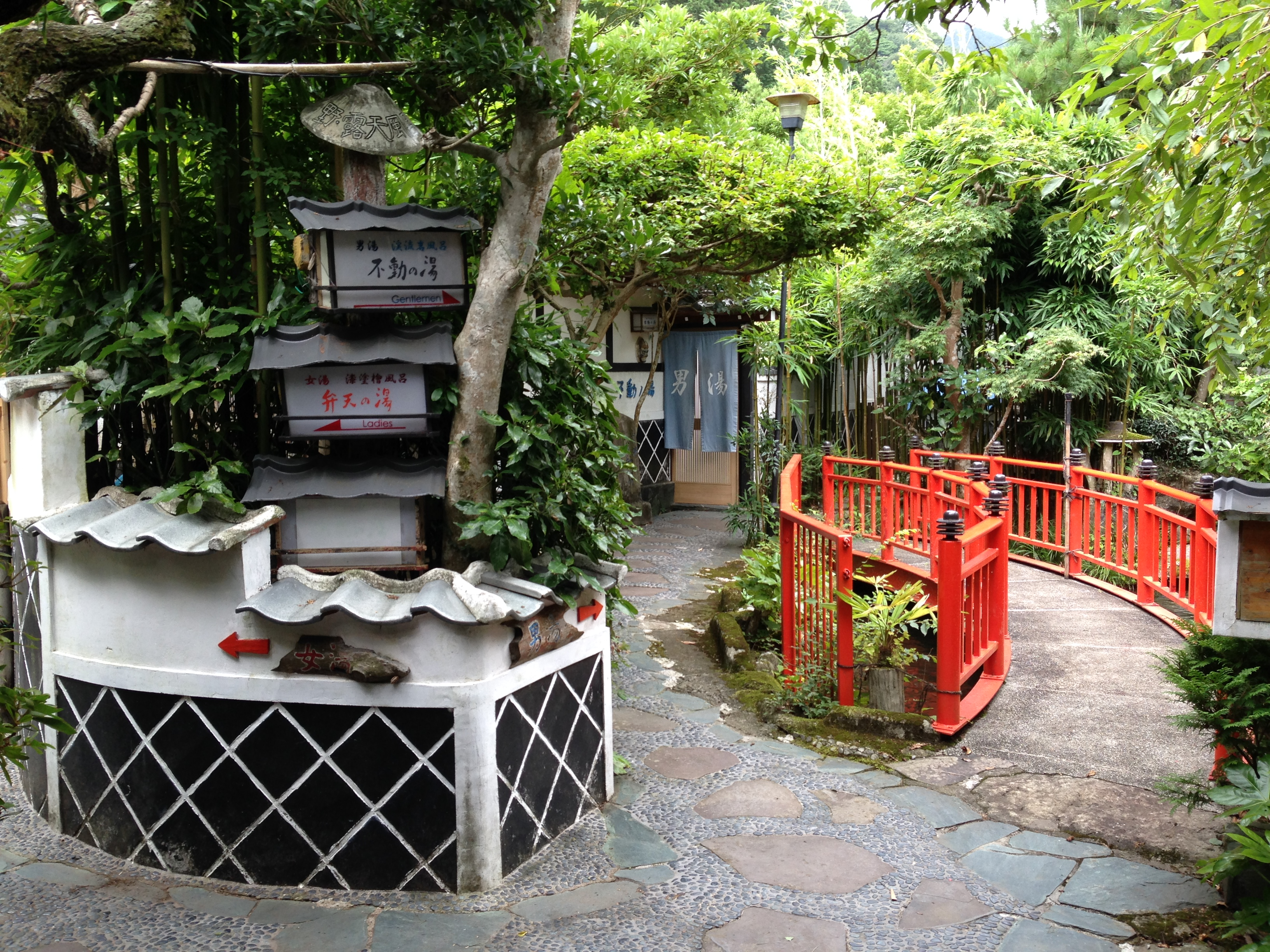
玉翠楼の中庭（右側に池）、奥が浴場
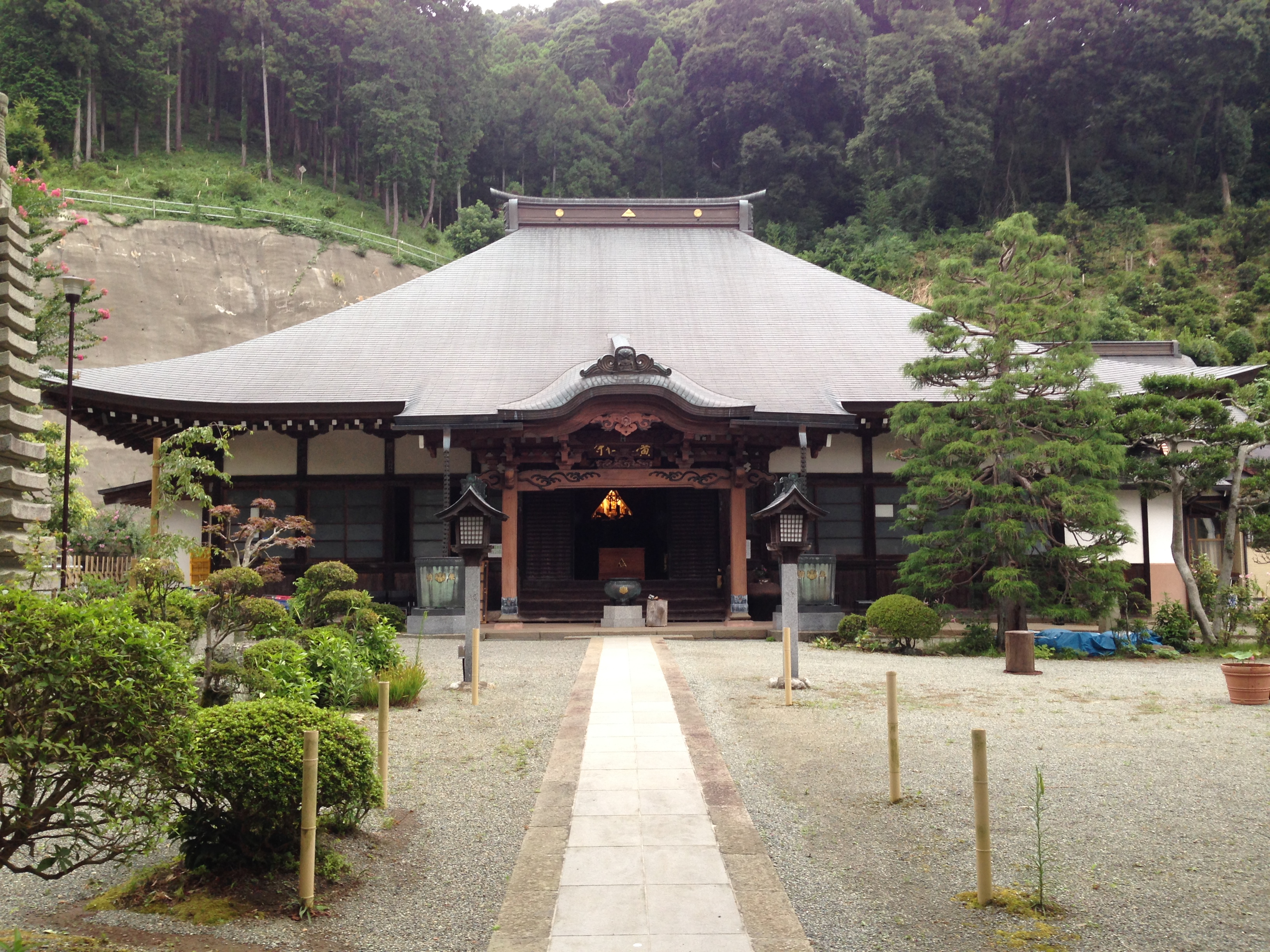
玉翠楼のすぐ北側にある広沢寺